# 皮特·赫格塞斯
皮特·布萊恩·赫格塞思（英語：Peter Brian Hegseth；1980年6月6日—），美國的政治人物和傳媒工作者，現任美国国防部长（第29任），曾任福克斯新聞電視主持人，亦是陸軍國民警衛隊少校。

## 早年
赫格塞斯出生於明尼苏达州明尼阿波利斯，2003年毕业于普林斯顿大学，2013年获得哈佛大学肯尼迪学院的硕士学位。

## 從軍時期
2003年赫格塞斯從普林斯頓大學畢業後，他加入了贝尔斯登公司擔任股票資本市場分析師，同時是一位明尼蘇達州陸軍國民警衛隊的步兵軍官。2004年，他的部隊被調往古巴關塔那摩灣海軍基地，他在那裡擔任明尼蘇達陸軍國民警衛隊的步兵排長。他所屬的部隊隸屬於美国陆军第101空降师第187步兵團第3營，並被授予陸軍嘉獎獎章。從古巴返回後不久，赫格斯自願前往巴格達和薩邁拉服役，擔任步兵排長，後來在薩邁拉擔任軍民作戰官。在伊拉克期間，他被授予銅星勳章、戰鬥步兵徽章和第二枚陸軍嘉獎獎章。
2012年，他以上尉身分重返現役。他隨明尼蘇達陸軍國民警衛隊部署到阿富汗，並在喀布爾的反叛亂訓練中心擔任高級反叛亂教官。到2015年-2016年，赫格斯晉升為少校，並被分配到陸軍單兵預備役。
2020年，赫格塞斯自願成為五角大廈授權的最多25,000名國民警衛隊士兵之一，將在2021年1月20日執行任務，保護美國當選總統喬·拜登的就職典禮，但他是從該任務中撤除的12名士兵之一。赫格塞斯說把他從任務中除名的原因是他有代表十字軍東征的耶路撒冷王國十字符號紋身，因為他的國民警衛隊上級確定他的紋身與極端主義有關。

## 傳媒時期

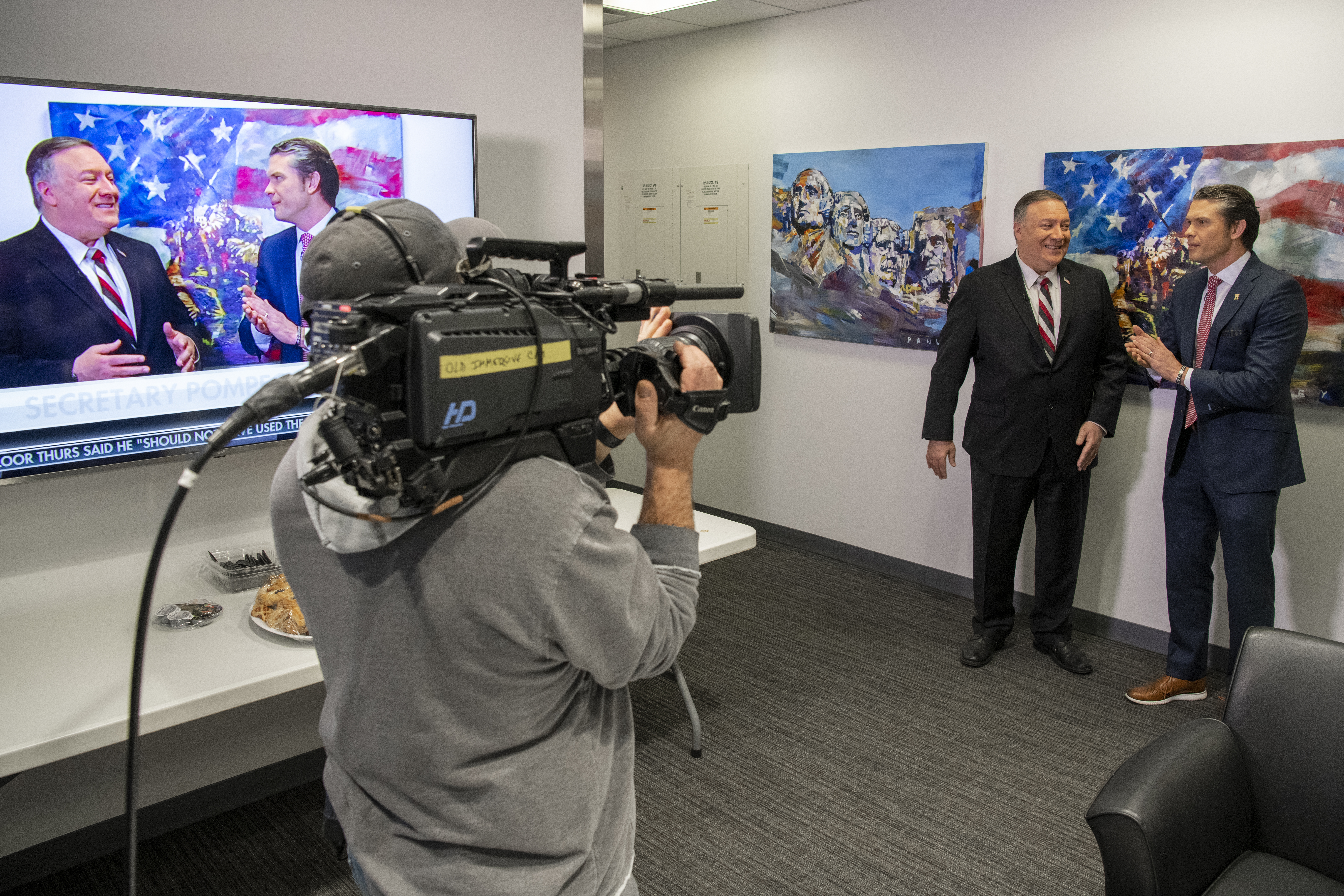
赫格塞斯採訪時任美國國務卿邁克·蓬佩奧（2020年）

就讀於普林斯頓大學時期，赫格塞斯已在美國保守政治勢力以及共和黨人之間積極活動。在2016年共和黨總統初選期間，他曾支持參議員馬可·魯比歐、參議員泰德·克鲁兹，以及政治新星唐納·川普。從那時起，赫格塞斯就成為川普的堅定支持者。作為福克斯新聞的傳媒人物，他經常批評媒體和民主黨人。他批評特別檢察官羅伯特·穆勒對俄羅斯干預2016年美國總統選舉的調查。赫格塞斯曾出現在福克斯、CNN和MSNBC上。
赫格塞斯於2014年加入福克斯新聞擔任撰稿人。2018年12月，赫格斯與福斯財經網的麗莎·甘迺迪共同主持了福斯新聞頻道的全美新年節目，期間播出了他與川普總統之間預先錄製的電話訪談。自2021年以來，他一直是丹·邦吉諾的「Unfiltered」節目的常客。
從2017年到2024年，赫格塞斯擔任福克斯和朋友們節目的主播，主要是作為週末第三主持人，但偶爾也會在工作日版本中替代該網絡的兩名或後來的三名男主播。
在川普第一任期尾聲期間則是他的場合性政治顧問，赫格塞斯亦曾被列入退伍軍人部部長的考慮人選。

## 擔任美國國防部長

### 提名與投票確認

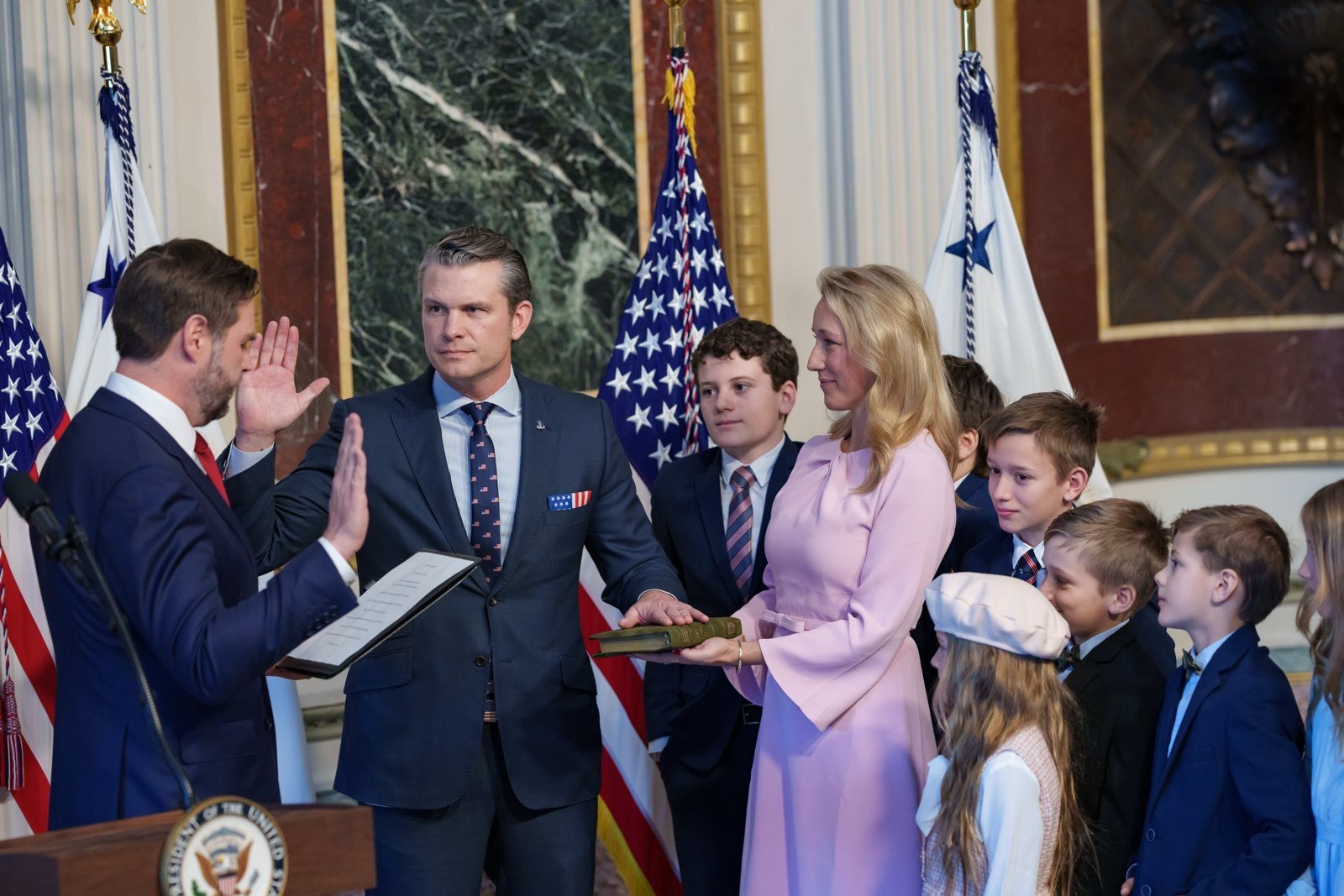
赫格塞斯在妻子兒女及副總統兼參議院議長萬斯監誓下正式就任國防部長

2024年11月12日，候任美國總統唐纳·川普公佈赫格塞斯在其第二任期擔任國防部長，並稱讚他「彼特一生都是戰士，為軍隊和國家服務。彼特堅強、聰明，是美國優先的忠實信眾。在彼特的掌陀下，美國的敵人已警覺，我們的軍隊將再次偉大，美國將永不退縮。」然而這一人事案已引起部份共和黨人的疑慮，如阿拉斯加州參議員麗莎·穆爾科斯基便公開表示自己的訝異。赫格塞斯與福克斯新聞的協議於該月結束，以便他接任這一職位。
截至投票確認前數日，全數民主黨參議員及兩名共和黨參議員——阿拉斯加州的麗莎·穆爾科斯基及緬因州的蘇珊·柯林斯——共49人已表態不會支持赫格塞斯出任國防部長。原因包括對其此前諸多爭議的指控，包括性侵、酗酒、缺乏經驗，及聲稱女性不適合擔任戰鬥兵種的言論等。美聯社認為總統內閣人選遭遇如此多的不法指控，實屬罕見。儘管如此，絕大多數共和黨參議員已明確表示將在投票中支持總統特朗普的提名。
2025年1月24日，參議員以微弱優勢票數確認赫格塞斯擔任國防部長。在前共和黨領袖米奇·麥康諾和上述兩名共和黨參議員與民主黨人一起投下反對票後，副總統兼參議院議長J·D·萬斯投出了51票對50票的決勝票，並且於1月25日在萬斯監誓下正式就任。他是第一位擔任此職位的明尼蘇達人。

### 任期
在向軍方發表的首次講話中，赫格塞斯強調“恢復戰士精神，重建我們的軍隊，重建威懾力”，同時與盟友和夥伴合作“遏制共產中國在印度太平洋地區的侵略，並支持總統的首要任務是負責任地結束戰爭並重新調整以應對主要威脅”。
2025年1月28日，赫格塞斯出席了國家安全顧問邁克·華爾茲主持的與國務卿馬可·魯比奧的會議，「討論如何實施川普總統的安全願景，並在國內和國際層面優先考慮美國利益」。
2025年3月24日，大西洋雜誌總編輯傑費利·戈德堡報導，他被迈克·华尔兹意外加進一個包括JD·萬斯和馬可·魯比奧等美國高官在內的Signal群組。在群組內，赫格塞思在空襲前分享了美軍的空襲計劃，因此造成機密資料被洩露。
2025年3月29日，赫格塞斯赴日本硫磺岛出席美日战死者悼念仪式。会上，赫格塞斯称：“当年在硫磺岛上，美日两军士兵展现出的顽强勇气和坚定信念”，引起巨大争议。
2025年7月2日，赫格塞斯因為「擔心美國軍方庫存」，宣佈暫停交付軍援於烏克蘭，該決定被指白宮、國務院、歐洲盟友事前均未知情，該行動受到民主、共和兩黨一些政客的批評。7月8日，總統特朗普在內閣會議被記者問及相關問題時，他明顯措手不及，並回覆說「我不知道。你們為什麼不告訴我」，隨後政府撤銷了暫停交付軍備的禁令。

## 政治立場

### 美軍
赫格塞斯主張結束美國軍隊的DEI計劃；例如，他曾說軍事口號「我們的多元性就是我們的力量」是「地球上最愚蠢的短語」。他呼籲解僱支持此類計劃的軍事領導人：「任何參與DEI的將軍、海軍上將，無論是誰，總之涉及DEI和覺醒文化的——都必須滾蛋。」他已經表明會計劃解僱美國參謀長聯席會議主席小查爾斯·Q·布朗將軍 。

### 外交
赫格塞斯一直批評美國的北約盟友，他在他的書中寫道：「過時、武器落後、被入侵且無能。美國作為上個世紀歐洲的『緊急聯絡電話』，為什麼要聽從自以為是、無能的國家要求我們遵守他們不再遵守的過時且片面的防禦安排？也許北約國家真的為自己的防禦掏錢了——但他們沒有。他們只是大喊規則，同時摧毀自己的軍隊，並向美國大喊求救」。2022年，他表示俄羅斯對烏克蘭的入侵與觉醒文化和犯罪相比「相形見絀」。2022年3月，他稱俄羅斯總統普丁為戰犯。他說：「他基本上是在說『我想要蘇聯回來，我想要烏克蘭回來，我想要基輔回來。』」他還批評了美國對烏克蘭的軍事援助。
赫格塞斯在2016年的一次訪談中將以色列稱為「上帝的選民」。赫格塞斯在2018年耶路撒冷一場會議上發表講話，他表示「在聖殿山上重建聖殿的奇蹟沒有理由不可能。」 在紐約全國青年以色列理事會晚會上發表講話中，他說「猶太復國主義和美國主義是當今世界西方文明和自由的前線。」他反對兩國方案，並支持以色列對被佔領的約旦河西岸的主權。赫格塞斯表示，以色列和其他國際盟友可以幫助美國擊敗“國內敵人”，他將這些敵人描述為左派、進步派和民主黨。
赫格塞斯稱伊朗政府為「邪惡政權」。2020年1月，他對川普總統刺殺伊朗將軍卡西姆·蘇萊曼尼的決定表示強烈支持。他曾說伊斯蘭教“不是和平的宗教，從來都不是”，並聲稱“所有現代穆斯林國家對於基督徒和猶太人來說要么是正式的禁區，要么是事實上的禁區”。 
赫格塞斯在接受肖恩·瑞安宣傳他的書《對勇士的戰爭：讓我們自由的人背叛的背後》時說：「中國正在建立一支專門致力於擊敗美國的軍隊。」他認為中國海軍的規模已超過美國海軍，並在高超音速導彈的開發技術上領先，威脅到美國的航空母艦。在2024年美國總統選舉期間，他說如果民主黨的賀錦麗當選總統，北京將看到美國軍事力量繼續削弱，又認為「中國希望吞併台灣因為他們想在科技未來上完全壟斷市場」。

### 教育
2019年8月，他批評大學向學生教授“環保主義和激進環保主義”，而不是伊斯蘭極端主義等“真正的威脅”。

## 爭議

### 香格里拉對話會上的爭議性比較
2025年5月在新加坡舉行的國際戰略研究所（IISS）香格里拉對話會上，赫格塞斯因將美國總統唐納・川普與新加坡已故建國總理李光耀相提並論而引發強烈反彈。在他的演說中，赫格塞斯將兩人描述為「歷史性人物」，其領導風格皆強調國家利益與常識導向。他讚揚李光耀擁有長遠的戰略眼光與變革性的領導能力，同時也將川普的政治作風與之類比。此番言論在新加坡社交媒體上引起強烈批評，許多用戶對這種比較表達了明確反對。

## 個人生活
2004年赫格塞斯與第一任妻子Meredith Schwarz結婚但於2009年離婚，他們有三個孩子。2017年8月，赫格塞斯在與Samantha Deering結婚的同時，與福克斯執行製片人Jennifer Rauchet育有一女。他和Deering於2017年8月離婚並在2019年8月和Rauchet結婚，Rauchet的第一次婚姻已育有三個年幼的孩子。
他的雙親皆有挪威血統。

## 榮譽
|                         | 戰鬥步兵徽章（一等獎） |
| Bronze oak leaf cluster | 銅星勳章（×2）         |
|                         | 聯合服役嘉獎獎章       |
| Bronze oak leaf cluster | 陸軍嘉獎獎章（×2）     |
|                         | 國防部服役獎章         |
|                         | 阿富汗參戰獎章         |
|                         | 伊拉克參戰獎章         |
|                         | 全球反恐戰爭遠征勳章   |
|                         | 反恐戰爭服役獎章       |
|                         | 武装部队预备役奖章     |
|                         | 步兵專家徽章           |
|                         | 陸軍服役勋表           |
|                         | 海外服役勋表           |
|                         | 北約獎章（ISAF）       |

## 外部連結
- C-SPAN內的頁面（英文）